# Јовица Карановић
Јовица Карановић, (Бобољусци код Дрвара, 28. септембар 1954) пуковник Војске Југославије у пензији.

## Биографија
Рођен је 1954. у селу Бобољусци код Дрвара, од оца Саве и мајке Драгице. Поред њега родитељи су имали још двоје дјеце. Ожењен је и има двоје дјеце. По националности је Србин. Крсна слава породице је Свети Ђорђе - Ђурђевдан (6. мај).
Завршио је основну школу у Мишљеновцу код Доњег Лапца (Хрватска), У Бањој Луци је завршио Средњу војну школу копнене војске, смјер оклопне јединице (1973), и Војну академију копнене војске, смјер оклопне јединице (1978). У Београду је 1990. завршио постдипломске студије у Центру високих војних школа ЈНА, одбранивши магистарски рад Оформљење основне замисли за извођење нападног боја пешадијске бригаде на фронту, и 1997. Школу националне одбране. Произведен је у чин потпоручника 1978, а унапређену чин поручника 1979, капетана 1982, капетана прве класе 1986, мајора 1990, потпуковника 1993. и пуковника 1998. године. Обављао је дужности: (1) до доласка у Школу националне одбране – командир тенковског вода и чете, командир питомачког вода Војне академије Копнене војске у Школском центру оклопних и механизованих јединица „Петар Драшин” у Бања Луци, референт и наставник безбедности у Школском центру оклопних и механизованих јединица, начелник Органа безбедности у 980. наставном центру за обуку возача борбених возила, био је референт у Одсеку за анализе и процене у Одељењу за аналитичко-информативне послове у Управи безбедности Генералштаба Војске Југославије. У ВРС је ступио 10. новембра 1992, а 1993. унапријеђен је пријевремено у чин потпуковника. У Сектору за обавјештајно-безбједносне послове Главног штаба ВРС био је референт у одјељењу за заштиту, потом у одјељењу за обавјештајне послове, те начелник одјељења за трупни обавјештајни рад и штабне послове. Службу у ВРС завршио је 1. септембра 1996. Након тога, био је начелник Одсека за информисање у Управи безбедности Генералштаба ВЈ (касније Војске Србије и Црне Горе) и наставник у Школи националне одбране. У чин пуковника унапријеђен је 1998. године. Учествовао је у одбрани СРЈ од НАТО агресије од 24. марта до 26. јуна 1999. Служба у Војсци Србије и Црне Горе престала му је 30. априла 2005. године, након чега је завршио специјалистичке студије, положио стручне испите и запослио се у реалном сектору на пословима безбедности и здравља на раду, заштите од пожара и заштите животне средине. Службовaо је у гарнизонима: Бања Лука, Београд и Хан Пијесак.

## Одликовања и признања
Одликован у ЈНА:
- Медаља за војне заслуге,
- Орден за војне заслуге са сребрним мачевима и
- Орден Народне армије са сребрном звијездом.

Одликован у ВРС:
- Орден Милоша Обилића

Одликован у ВЈ:
- Орден за заслуге у области одбране и безбедности другог степена.